# Федерация гандбола России
Федерация гандбола России — общественная спортивная организация, основная деятельность которой направлена на развитие и популяризацию гандбола. ФГР является структурой, ответственной за проведение гандбольных соревнований на территории России, а также за управление и координацию работы национальных сборных России по гандболу.

## История

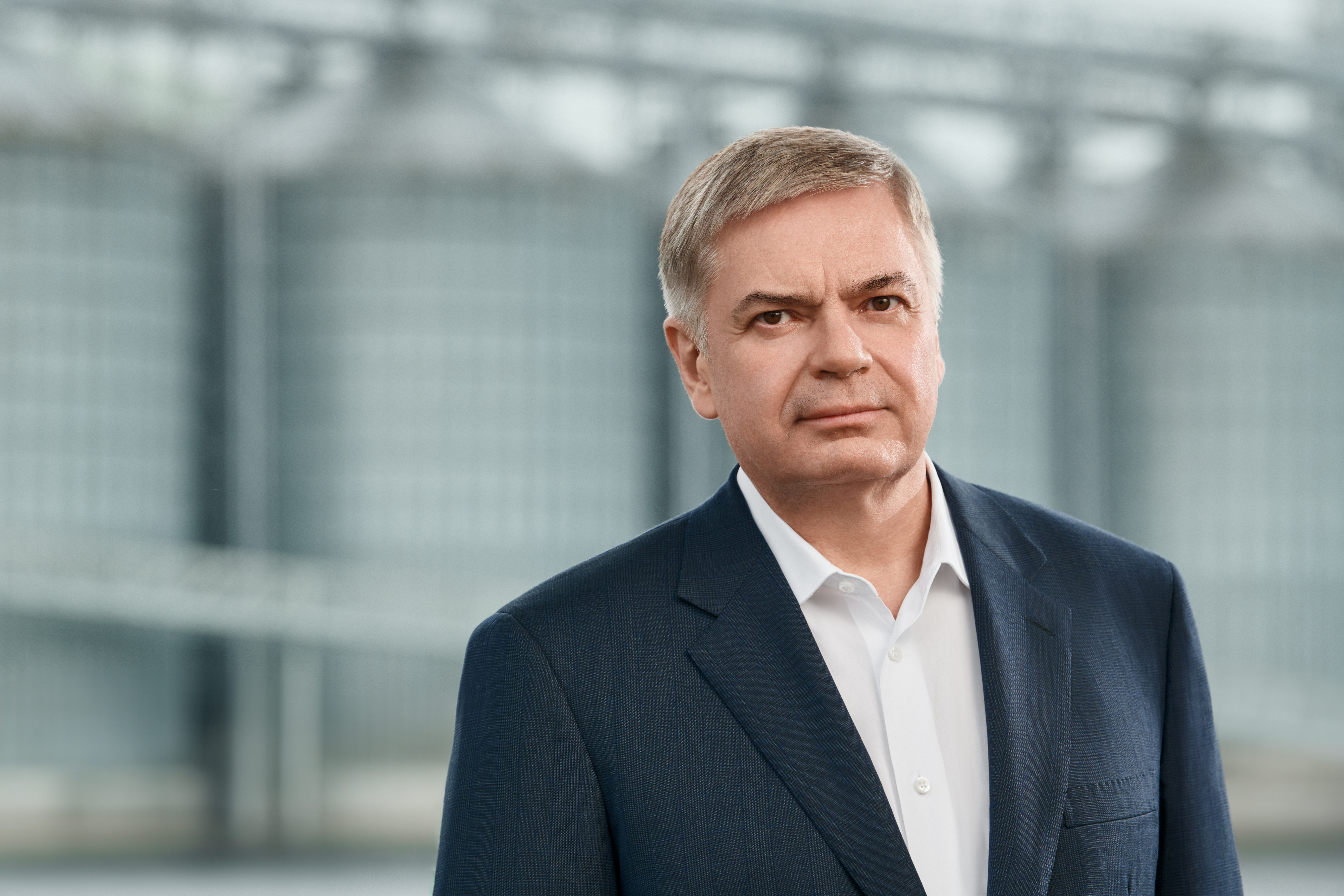
Сергей Шишкарёв, председатель Высшего Совета Федерации гандбола России

Гандбол стал известен в России в начале XX века. Точкой отсчёта ручного мяча в стране можно считать 2 мая 1924 года, когда в Москве состоялась встреча двух столичных гандбольных кружков на площадке ОППВ.
Широкое распространение игра получила только в послевоенные годы, причём в двух вариациях: с 11 и 7 игроками в команде. В соответствии с принятыми в 1948 году правилами игра 11×11 получила название «ручной мяч», а 7×7 — «гандбол». Несмотря на окончательный переход на правила игры 7×7 в 1962 году, термин «ручной мяч» закрепился в русском языке и был официальным наименованием гандбола до 1990 года. Созданная в 1955 году для популяризации этого вида спорта общественная организация сохранила название Всесоюзной секции (федерации) ручного мяча. В 1958 году Федерация ручного мяча СССР стала членом Международной федерации гандбола, благодаря чему спортивные клубы и сборные СССР получили право участвовать в международных соревнованиях. Мужская сборная СССР по гандболу была сформирована в 1960 году и дебютировала на чемпионате мира в Чехословакии в 1964 году, женская сборная была создана в 1962 году и тогда же приняла участие в чемпионате мира в Румынии.
В 1989 году состоялась учредительная конференция Союза гандболистов РСФСР, генеральным директором которой был избран олимпийский чемпион 1976 года, заслуженный мастер спорта СССР, заслуженный тренер СССР и РСФСР Владимир Салманович Максимов. До 1992 года Союз гандболистов РСФСР состоял в Федерации ручного мяча СССР, которая объединяла спортивные федерации всех союзных республик. После распада СССР всесоюзная федерация была упразднена, и 2 марта 1992 года на учредительной конференции в Волгограде был создан Союз гандболистов России (СГР), первым президентом которого был избран заслуженный мастер спорта СССР, заслуженный тренер СССР Александр Борисович Кожухов. Владимир Максимов сохранил позицию генерального директора, вице-президентом стал почётный мастер спорта СССР Юрий Фёдорович Резников, ответственным секретарём — судья международной категории Борис Николаевич Макаров. СГР стал правопреемником всесоюзной федерации, членом Международной федерации гандбола и Европейской федерации гандбола.
Александр Кожухов возглавлял Союз гандболистов России с 1992 по 2004 год, Владимир Максимов также переизбирался генеральным директором на всех отчётно-выборных конференциях с 1992 по 2008 год. В 2004 году Кожухов был избран Президентом комиссии по организации и проведению соревнований Международной федерации гандбола и покинул руководящую должность в СГР, сохранив статусы советника президента и почётного президента Союза. Единственным кандидатом на отчётно-выборной конференции в декабре 2004 года стал заместитель руководителя Федерального агентства по печати и массовым коммуникациям, бывший игрок гандбольных клубов «Запорожье» и «Кунцево» Владимир Григорьев. Он возглавил организацию на один олимпийский цикл до ноября 2008 года. В январе 2009 года новых президентом СГР был избран генеральный директор «АвтоВАЗа» Борис Сергеевич Алёшин. На отчётно-выборной конференции в марте 2013 года гандбольная федерация Пермского края выдвинула в качестве кандидата действовавшего депутата краевого законодательного собрания, руководителя Комитета по физической культуре, спорту и туризму Пермской области, президента городского клуба спортивных единоборств «Пермские медведи» Владимира Нелюбина, который победил Алёшина во 2-м туре выборов. После вступления в должность он инициировал смену названия организации: Союз гандболистов России стал Федерацией гандбола России.
В 2014 году по приглашению Федерации гандбола России заместитель председателя правительства Российской Федерации, мастер спорта по гандболу Дмитрий Рогозин возглавил её Попечительский совет. В апреле 2015 года сменился президент Федерации: им стал заместитель председателя Морской коллегии при правительстве РФ, доктор юридических наук Сергей Шишкарёв.
В декабре 2022 года Сергей Шишкарёв избран вице-президентом Олимпийского комитета России. 1 февраля 2023 года главный руководящий орган ФГР — Исполнительный комитет — был преобразован в Высший совет, председателем которого избран Сергей Шишкарёв.

### Награды
Первой Олимпиадой для советских гандболистов стали летние игры 1972 года в Мюнхене. На Олимпийских играх 1976 года в Монреале и мужская, и женская сборные завоевали золотые медали. Всего в истории олимпийских гандбольных турниров мужские сборные СССР и России (в том числе объединённая команда) завоевали шесть медалей, пять из которых — золотые. На счёту женских сборных 7 медалей, три из них золотые.
За вклад в развитие международного олимпийского движения Александр Кожухов, возглавлявший Союз гандболистов России в 1993—2002 годах, и Владимир Максимов были удостоены престижных наград Международного олимпийского комитета — Серебряных олимпийских орденов. Также в 1994, 1995, 1997, 1999, 2000, 2001 и 2002 годах Союз гандболистов России признавался лучшей гандбольной федерацией Европы по версии Европейской федерации гандбола. В 2015 году ФГР была удостоена высшей награды Международной федерации гандбола — Трофея Ханса Бауманна.

### Достижения сборных
| Мужская сборная СССР Олимпийские игры - Золото — Монреаль-1976 - Золото — Сеул-1988 - Золото — Барселона-1992 (объединённая команда) - Серебро — Москва-1980 Чемпионаты мира - Золото — ФРГ-1982 - Серебро — Дания-1978 - Серебро — Чехословакия-1990 Мужская сборная России Олимпийские игры - Золото — Сидней-2000 - Бронза — Афины-2004 Чемпионаты мира - Золото — Швеция-1993 - Золото — Япония-1997 - Серебро — Египет-1999 Чемпионаты Европы - Золото — Испания-1996 - Серебро — Португалия-1994 - Серебро — Хорватия-2000 | Женская сборная СССР Олимпийские игры - Золото — Монреаль-1976 - Золото — Москва-1980 - Бронза — Сеул-1988 - Бронза — Барселона-1992 (объединённая команда) Чемпионаты мира - Золото — Венгрия-1982 - Золото — Нидерланды-1986 - Золото — Южная Корея-1990 - Серебро — СССР-1975 - Серебро — Чехословакия-1978 - Бронза — Югославия-1973 Женская сборная России Олимпийские игры - Золото — Рио-де-Жанейро-2016 - Серебро — Пекин-2008 - Серебро — Токио-2020 Чемпионаты мира - Золото — Италия-2001 - Золото — Россия-2005 - Золото — Франция-2007 - Золото — Китай-2009 - Бронза — Япония-2019 Чемпионаты Европы - Серебро — Швеция-2006 - Серебро — Франция-2018 - Бронза — Румыния-2000 - Бронза — Северная Македония — 2008 |

## Руководители
- 1989—1992 — Максимов, Владимир Салманович
- 1992—2004 — Кожухов, Александр Борисович
- 2004—2009 — Григорьев, Владимир Викторович
- 2009—2013 — Алёшин, Борис Сергеевич
- 2013—2015 — Нелюбин, Владимир Александрович
- С 2015 года по н. в. — Шишкарёв, Сергей Николаевич